# 芭達雅
芭達雅（皇家轉寫：Phatthaya；又稱帕塔亚或芭堤雅）是泰國春武里府的府级特别市，旅游勝地，在行政區劃上屬於邦拉蒙县。泰國華僑傳統上稱為北大雅、博多耶或芭提雅。芭達雅位於泰國灣東側，首都曼谷的東南方約165公里處。其泰文里名字的意思是“西南方向吹来的季风”。

## 历史
芭達雅原本只是一处小渔村。越戰期間成爲美軍療養地之一，借由美军口耳相传而成名。其后泰国政府拨出专款开发建设，逐漸成長爲世界知名的海濱旅游目的地。

## 旅游業
芭達雅是泰國旅游勝地，以湛蓝通彻的大海和泰国人妖表演而闻名于世，素有“东方夏威夷”之美称。2018年，芭達雅迎來960萬游客，游客人數排在世界第18位，泰國第3位，次於曼谷（2,410萬）和普吉島（1,050萬）。
芭達雅亦因其發達的性產業和夜生活體驗而聞名，如此名聲亦影響城市發展。芭達雅的步行街集結大量外國游客，開滿酒吧、按摩店、桑拿房、鐘點房旅店。賣淫在泰國屬於違法，但大小城市皆維持著一定的性產業規模。英國小報《每日鏡報》稱芭達雅集結了2.7萬性工作者，是“世界性都”“當代所多玛与蛾摩拉”，此言論引起總理巴育·占奥差等官員不滿。芭達雅警察局長阿披猜回應稱，芭達雅并非性交易的天堂，他對英國媒體的虛假報道感到失望，更稱芭達雅不存在賣淫，泰國女士與外國人互相欣賞而閉門造車，這純屬其個人事務。芭達雅的社工素朗則認爲每日鏡報遠遠低估了芭達雅性工作者的人數。2019年6月，二十餘名高級警察、军人和地方政府官员巡视芭堤雅街道，报告稱市中心街道安全，不存在非法活动。

## 交通
- 芭達雅站

## 姊妹城市
芭達雅與如下城市結爲姊妹城市：
- 奇姆肯特（2017年6月）
- 俄羅斯圣彼得堡（2017年6月）
- 中华人民共和国青岛市（2013年）[14]
- 中华人民共和国张家界市（2016年）[15]

## 圖冊

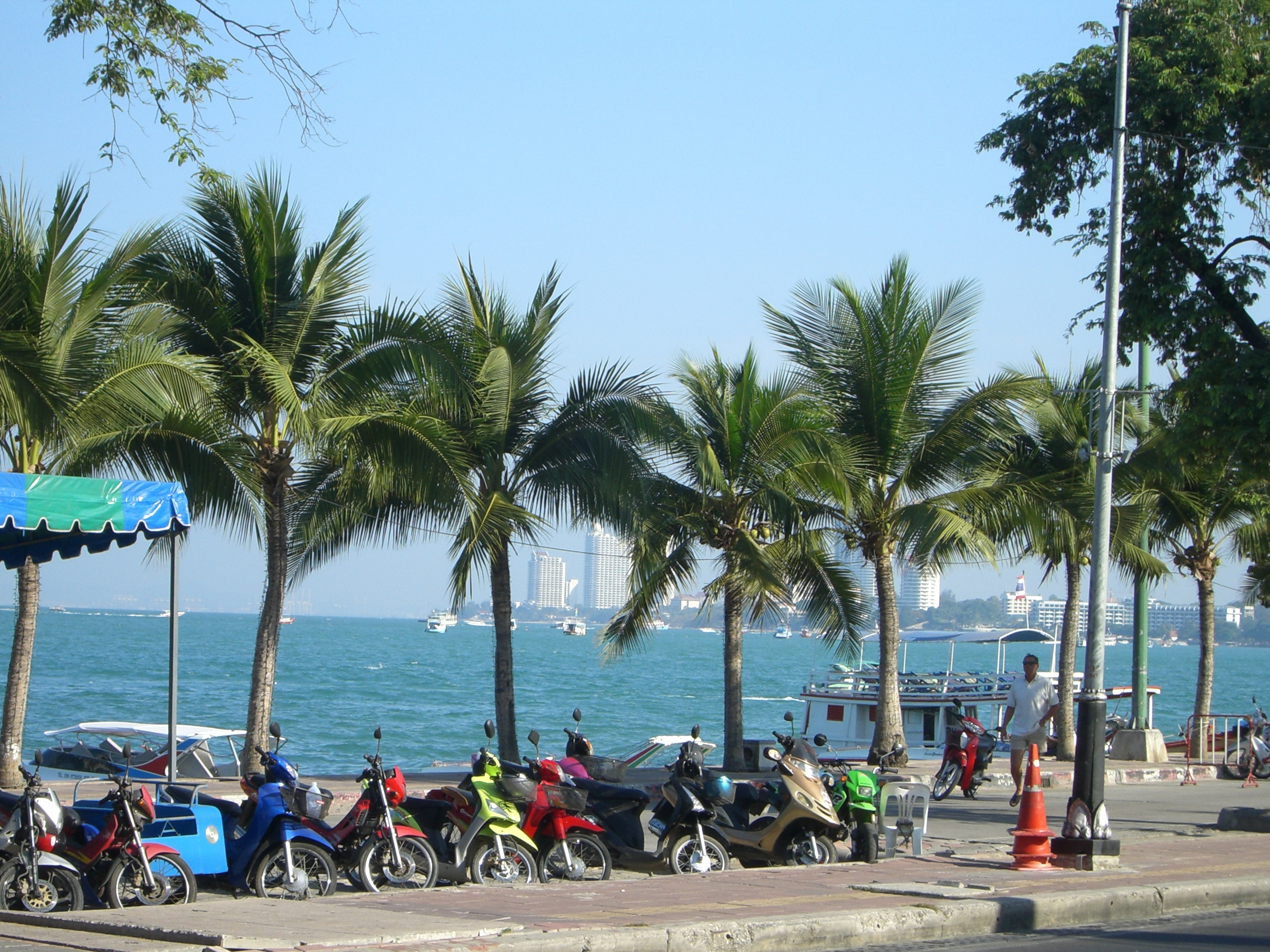
芭達雅的海灘
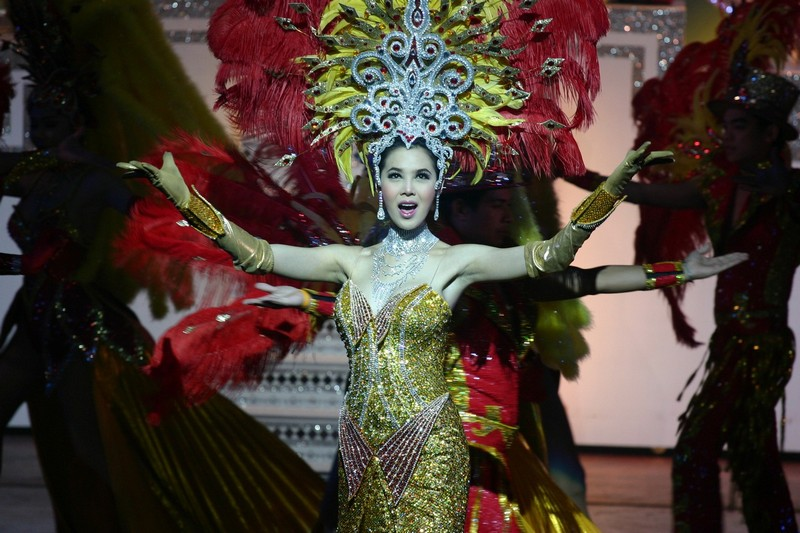
人妖歌舞秀
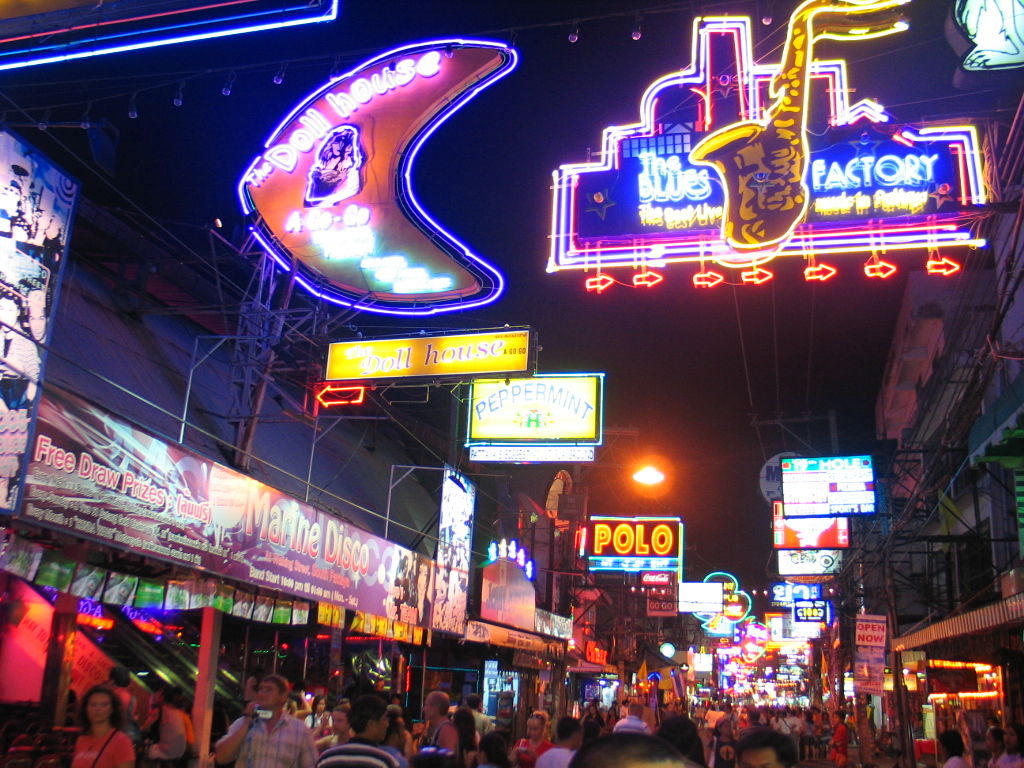
開滿酒吧和按摩店的步行街（英语：Walking Street, Pattaya）